# Юсупова, Ирина Феликсовна
Княжна Ирина Феликсовна Юсупова, в браке графиня Шереметева (21 марта 1915, Петроград — 30 августа 1983, Кормей-ан-Паризи, Франция) — единственная дочь Феликса Юсупова и княжны Ирины Александровны, внучка великого князя Александра Михайловича.

## Биография

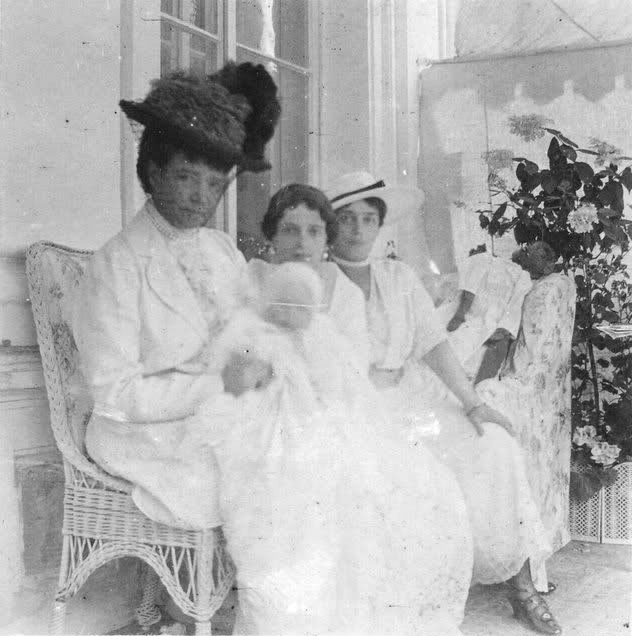
Императрица Мария Федоровна с дочерью Ксенией Александровной, внучкой Ириной Александровной и новорожденной правнучкой Ириной Феликсовной

Родилась 21 марта 1915 года в старинном петербургском дворце на Мойке. Её родителями были князь Феликс Феликсович Юсупов, граф Сумароков-Эльстон и княжна императорской крови Ирина Александровна. Крёстными родителями новорождённой стали двоюродный дед император Николай II и прабабушка вдовствующая императрица Мария Федоровна.
В 1919 году Ирина с родителями, бабушкой и другими членами императорской семьи была в ходе Крымской эвакуации 1919 года вывезена на линейном корабле «Мальборо» в Великобританию, откуда семья Юсуповых переехала во Францию. До девяти лет Ирина воспитывалась бабушкой, З. Н. Юсуповой.
В Париже 19 июня 1938 года Ирина Феликсовна вышла замуж за графа Николая Дмитриевича Шереметева (28 октября 1904 года — 5 февраля 1979 года). Сестра графа Шереметева была замужем за другим князем императорской крови, Романом Петровичем, который по матери был племянником итальянской королевы. В связи с этим после свадьбы новобрачные поселились в Риме, где 1 марта 1942 года у них родилась дочь Ксения.
Скончалась 30 августа 1983 года в городе Кормей-ан-Паризи (Франция). Похоронена в Париже на кладбище Сент-Женевьев-де-Буа в одной могиле с родителями и мужем.

## Семья

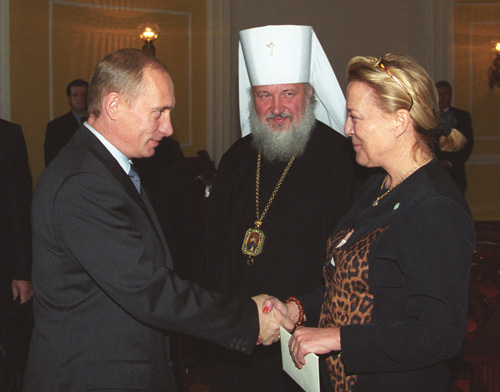
В. В. Путин, митрополит Кирилл и Ксения Николаевна Сфирис (Юсупова-Шереметева)

Дочь Ирины Феликсовны — Ксения Сфири (урождённая Шереметева; род. 1 марта 1942, Рим, Италия), сочеталась браком с Илиасом Сфири. Родившаяся в этом браке Татьяна Сфири (род. 28 августа 1968, Афины) в первом замужестве (май 1996, с Алексисом Яннакопулосом, род. 1963) детей не имела, во втором браке с Антонием Вамвакидисом имеет двух дочерей — Марилия (род. 17 июля 2004) и Жасмин-Ксения (род. 7 мая 2006) Вамвакидис.